# Life's Furrow
Life's Furrow est un film muet américain réalisé par Frank Lloyd et sorti en 1915.

## Fiche technique
- Titre : Life's Furrow
- Réalisation : Frank Lloyd
- Scénario : George Edwardes-Hall
- Production : Carl Laemmle pour Universal Film Manufacturing Company
- Genre : Film dramatique
- Date de sortie :
  - États-Unis : 11 avril 1915

## Distribution
- Millard K. Wilson : Jack
- Helen Leslie : la fiancée de Jack
- May Benson : la mère de Jack
- Marc Robbins : Robbins